# Anemia collina
Anemia collina là một loài dương xỉ trong họ Anemiaceae. Loài này được Sm. mô tả khoa học đầu tiên năm 1856.